# 国際連合総会オブザーバー
国際連合総会オブザーバー（こくさいれんごうそうかいオブザーバー、United Nations General Assembly observers）は、国際連合の総会において投票権を持たないオブザーバーとして参加している、「オブザーバーとして参加するために招待を受ける実体あるいは国際組織」と扱われる国家・組織のことである。具体的には、関連する議題において活動をしているNGOやパレスチナ解放機構 (PLO) などがある。

## 国連非加盟国
非加盟国 (Non-member states) は主権を有する実体として他の国際連合加盟国と同様に認められたものである。陳情書を提出したり国際連合総会に参加して意見を述べることを許されている。非加盟国は安全保障理事会の決議のみで加盟国となる。以下に、該当国のオブザーバーとしての正式名称の日本語訳を記し、括弧内には別称等を記す。
現在の非加盟国
- 聖座（バチカン市国、ローマ教皇庁） - 1964年4月6日に常任のオブザーバーの地位を付与。2004年7月1日に投票権を除いた国連加盟国が有する全ての権利を認められた。
- パレスチナ国（パレスチナ自治政府[1]） - 1974年11月22日にパレスチナ解放機構（PLO）がオブザーバー団体の地位を付与され、1988年12月15日に名称を「パレスチナ」に変更される。1998年7月7日に国連総会の議論に参加する権利を付与され、2012年11月29日に扱いが団体から国連非加盟国へ格上げされる[2]。

過去の非加盟国
これまでに国連総会オブザーバーの資格を有していた国連非加盟国は16か国ある。
| 国名                   | 資格付与年 | 資格消滅年               | 期間 |
| ---------------------- | ---------- | ------------------------ | ---- |
| イタリア               | 1952年     | 1955年（国連加盟国昇格） | 3年  |
| オーストリア           | 1952年     | 1955年（国連加盟国昇格） | 3年  |
| 韓国                   | 1949年     | 1991年（国連加盟国昇格） | 42年 |
| 北ベトナム             | 1975年     | 1976年（ベトナムに変更） | 1年  |
| クウェート             | 1962年     | 1963年（国連加盟国昇格） | 1年  |
| スイス                 | 1946年     | 2002年（国連加盟国昇格） | 56年 |
| スペイン               | 1955年     | 1955年（国連加盟国昇格） | 0年  |
| 朝鮮民主主義人民共和国 | 1973年     | 1991年（国連加盟国昇格） | 18年 |
| ドイツ                 | 1952年     | 1973年（国連加盟国昇格） | 21年 |
| 日本                   | 1952年     | 1956年（国連加盟国昇格） | 4年  |
| バングラデシュ         | 1973年     | 1974年（国連加盟国昇格） | 1年  |
| フィンランド           | 1952年     | 1955年（国連加盟国昇格） | 3年  |
| 東ドイツ               | 1972年     | 1973年（国連加盟国昇格） | 1年  |
| ベトナム               | 1976年     | 1977年（国連加盟国昇格） | 1年  |
| 南ベトナム             | 1952年     | 1975年（国家消滅）       | 24年 |
| モナコ                 | 1956年     | 1993年（国連加盟国昇格） | 37年 |

## 主な恒久的国際組織もしくは団体
- アジア・アフリカ法律諮問機関（AALCO、旧称はアジア・アフリカ法律諮問委員会）：1980年10月13日にオブザーバーの地位を付与。
- アフリカ開発銀行（AfDB）:1987年10月28日付与。
- アフリカ連合（AU、旧称はアフリカ統一機構）：1965年10月11日付与。
- アフリカ・カリブ海・太平洋諸国（ACP）：1981年10月15日付与。
- アジア開発銀行（ADB）：2002年11月19日付与。
- カリブ諸国連合（ACS）：1998年10月15日付与。
- 東南アジア諸国連合（ASEAN）：2006年12月4日付与。
- アンデス共同体（CAN）：1997年10月22日付与。
- カリブ共同体（CARICOM）：1991年10月15日付与。
- サヘル・サハラ諸国国家共同体（CEN-SAD）：2001年12月12日付与。
- 一次産品共通基金（CFC）：2005年11月23日付与。
- 欧州原子核研究機構（CERN）：2012年12月14日付与。
- アジア相互協力信頼醸成措置会議（CICA）：2007年12月6日付与。
- 独立国家共同体（CIS）：1994年4月24日付与。
- 欧州評議会（COE）：1989年10月17日付与。
- インド洋委員会（COI）：2006年12月4日付与。
- ポルトガル語諸国共同体（CPLP）：1999年10月26日付与。
- 集団安全保障条約事務局（CSTO）：2004年12月2日付与。
- 東アフリカ共同体（EAC）：2003年12月9日付与。
- ユーラシア経済連合（EAEU）：2003年12月9日付与。
- 中部アフリカ諸国経済共同体（ECCAS）：2000年12月12日付与。
- 経済協力機構（ECO）：1993年10月13日付与。
- 西アフリカ諸国経済共同体（ECOWAS）：2004年12月2日付与。
- ユーラシア開発銀行（英語版）（EDB）：2007年12月6日付与。
- 欧州連合（EU）：1974年10月11日付与。
- 湾岸協力会議（GCC）：2007年12月6日付与。
- グローバル・グリーン成長研究所（英語版）（GGGI）：2013年8月16日付与。
- 民主主義と経済発展のための機構GUAM（GUAM）：2003年12月9日付与。
- ハーグ国際司法会議（HCCH）：2005年11月23日付与。
- 国際刑事裁判所（ICC）：2004年9月13日付与。
- 国際商業会議所（ICC）：2016年12月21日付与。
- アフリカ大湖沼地域国際会議（英語版）（ICGLR）：2009年12月16日付与。
- 移民政策発展国際センター（英語版）（ICMPD）：2002年11月19日付与。
- 国際刑事警察機構（ICPO）：1996年10月15日付与。
- 赤十字国際委員会（ICRC）：1990年10月16日付与。
- 米州開発銀行（IDB）：2000年12月12日付与。
- 国際開発法機構（英語版）（IDLO）：2001年12月12日付与。
- 国際赤十字赤新月社連盟（IFRC）：1994年10月19日付与。
- 国際オリンピック委員会（IOC）：2009年10月20日付与。
- 国際移住機関（IOM）：1992年10月16日付与。
- 列国議会同盟（IPU）：2002年11月19日付与。
- イスラム協力機構（OCI）：1975年10月10日付与。
- フランコフォニー国際機関（OIF）：1978年11月10日付与。
- 中米統合機構（SICA）：1995年10月19日付与。
- イギリス連邦：1976年10月18日付与。
- 国際海洋法裁判所（ITLOS）
- 国際自然保護連合（IUCN）
- ラテンアメリカ及びカリブ核兵器禁止事務局：1988年10月17日付与。
- エネルギー憲章に関する条約事務局：2007年12月6日
- 世界エイズ・結核・マラリア対策基金：2009年12月16日付与。
- イベロアメリカ会議：2005年11月23日付与。
- アラブ連盟：1950年11月1日付与。
- マルタ騎士団（聖ヨハネ騎士団）：1994年8月24日付与。